# Новый Сулак
Но́вый Сула́к (кум. Янгы Солакъ) — посёлок городского типа в Дагестане, в городском округе Кизилюрт.

## География
Расположен в западном пригороде города Кизилюрт, на правом берегу канала Юзбаш, у отвода его от реки Сулак.
Через посёлок проходит участок Северо-Кавказской железной дороги, а южнее — дорога М29 «Кавказ».

## История
Посёлок возник в 1958 году в связи со строительством завода «Дагэлектроавтомат» и до 1992 года являлся микрорайоном города Кизилюрт. Статус посёлка городского типа — с 1992 года.

## Население
| 2002  | 2010  | 2012  | 2013  | 2014  | 2015  | 2016  |
| ----- | ----- | ----- | ----- | ----- | ----- | ----- |
| 5094  | ↘3423 | ↗3437 | ↗3471 | ↗3517 | ↗3551 | ↗3592 |
| 2017  | 2018  | 2019  | 2020  | 2021  | 2023  | 2024  |
| ↗3623 | ↗3625 | ↗3648 | ↗3674 | ↗4079 | ↗4113 | ↗4136 |
| 2025  |       |       |       |       |       |       |
| ↗4196 |       |       |       |       |       |       |

Национальный состав
Национальный состав населения по данным Всероссийской переписи населения 2010 года::
- аварцы — 1714 чел. (50,07 %)
- кумыки — 1172 чел. (34,24 %)
- лакцы — 245 чел. (7,16 %)
- русские — 88 чел. (2,57 %)
- чеченцы — 57 чел. (1,67 %)
- табасараны — 36 чел. (1,05 %)
- лезгины — 28 чел. (0,82 %)
- даргинцы — 28 чел. (0,82 %)
- другие — 48 чел. (1,40 %)
- не указали — 7 чел. (0,20 %)
- всего — 3423 чел. (100 %)

## Промышленность
Во времена СССР в посёлке было два крупных предприятия: завод «Дагэлектроавтомат» и карьер «ПРОМНЕРУД» ВОЛГОГРАДСТРОЙ.